# Кызыласкер (Алматинская область)
Кызыласкер (каз. Қызыләскер) — село в Жамбылском районе Алматинской области Казахстана. Входит в состав Жамбылского сельского округа. Находится примерно в 12 км к юго-западу от села Узынагаш. Код КАТО — 194247400.

## Население
В 1999 году население села составляло 364 человека (184 мужчины и 180 женщин). По данным переписи 2009 года, в селе проживало 576 человек (276 мужчин и 300 женщин).